# Élie Stéphenson
Élie Stephenson est un poète et dramaturge français, originaire de Guyane, né le 20 décembre 1944 à Cayenne.

## Biographie

### Enfance
Elie Stephenson est né à Cayenne, le 20 décembre 1944. Il passe son enfance essentiellement chez ses grands-parents, qui étaient des gens installés à la campagne dans la région de l'Oyapock. Sa grand-mère était une métisse amérindienne et noire et son grand-père était un créole natif de la région. Plus tard, ils s’installent sur la côte, vers Montsinéry puis vers Macouria. Elie Stephenson est un amoureux de la nature qui apprend, dès son plus jeune âge, à planter du manioc et du maïs.
À six ans, il doit partir à Cayenne afin d'intégrer l'école maternelle des Palmistes (Joséphine Horth),.

### Formations
Il fréquente le lycée Félix-Éboué, puis acquiert son baccalauréat dans l’académie de Bordeaux, dont les Antilles-Guyane dépendaient. Elie Stephenson part ensuite effectuer ses études supérieures à l’Institut d’étude du développement économique et social de Paris. Il suit d'abord des cours de philosophie, avant de s’orienter vers des études en économie.  Sa thèse de doctorat à l’université d’Amiens porte sur le plateau des Guyanes : le Suriname, le Guyana et la Guyane Française, et s’intitule "Différences entre l'évolution économique de la Guyana et de la Guyane française de 1946 à 1972".

### Carrières
Elie Stephenson revient en Guyane après ses études. Il enseigne alors l'économie au lycée Félix-Éboué à Cayenne de 1970 à 1990. Il travaille aussi à l’université des Antilles et de la Guyane où il dirige le Centre d’analyse Amérique Sud spatiale internationale des dynamiques de développement (CAASSID).
Il est le chef de la délégation guyanaise au premier Carfesta (Festival d’art et de culture des Caraïbes) à Georgetown en septembre 1972.
Il devient ensuite directeur de l'OCRG (Office culturelle de la Région de Guyane) avant de se voir confier des responsabilités au rectorat de la Guyane dans le domaine de la culture.
Dans les années 1982, il devient producteur à la radio RFO Guyane de l’émission L’Univers littéraire négro-africain.
Dans les années 1970, il crée un groupe de musique nommé Les Neg' marrons avec des amis. Ce groupe musical reflète le caractère engagé d'Elie Stephenson, et se fait l'écho de ses inquiétudes au sujet de la vie sociale et politique des Guyanais. Le groupe sort un 45 tours en l’honneur de Léon G .

### L'écrivain
Elie Stephenson est surtout connu pour ses pièces de théâtre. Il commence par écrire des pièces classiques. Il joue dès ses études au lycée Félix-Éboué des rôles comme celui d’Arlequin dans le théâtre de Marivaux (Arlequin poli par l’amour), avant de rompre dix ans durant avec cette forme de théâtre. En 1971, il fonde avec deux amis, Nago et Joly, la troupe Angela Davis, contre le sexisme, le racisme et l’impérialisme américain. C’est à cette époque qu’il fait jouer pour la première fois par la troupe Mirza sa pièce intitulée « Les voyageurs ».  De toute son œuvre théâtrale, seule O Mayouri jouée aussi en 1974, est publiée en 1988, aux éditions l’Harmattan. Son théâtre reste inédit jusqu’à la publication du livre ‘’L’œuvre théâtrale d’Elie Stephenson" édité chez Karthala en 2018 par le critique littéraire Biringanine Ndagano.
Outre le théâtre, le dramaturge Elie Stephenson publie aussi de la poésie - genre qu’il pratique depuis le lycée. Il dédie ses premiers poèmes dédiés à sa future femme Yolande. Il publie des recueils très connus des lecteurs : Catacombes de soleil, Flèche pour un pays à l’encan, Comme des gouttes de sang, etc. 
Elie Stephenson représente les lettres Guyanaises à différentes manifestations culturelles. Il vit encore dans sa Guyane natale où il participe aux activités culturelles et littéraires.

## Influences
Elie Stephenson est connu pour ses engagements idéologiques, et est considéré comme un écrivain militant. Ce faisant, il ne fait que poursuivre le chemin d'autres écrivains qu'il admire comme René Maran, Léon-Gontran Damas ou Bertène Juminer. 
Il dénonce l'esclavagisme et la colonisation, et souligne les problèmes identitaires des Guyanais. Son œuvre est dédiée à faire prendre conscience, à réveiller ses compatriotes et à abandonner l'assimilationnisme,.

## Prix littéraires
Elie Stephenson a reçu de concert avec l’Haïtienne Yanick Lahens, le Martiniquais Alfred Alexandre, le prix Carbet de la caraïbe et du tout-monde, en 2020 pour l’ensemble de son œuvre. 
L’auteur a reçu deux prix pour son œuvre théâtrale, un Oscar du prix d’excellence décerné aux pionniers en 1986 mais aussi, une médaille de bronze de la jeunesse et des sports, décernée par le préfet d’alors, Jean-Pierre Lacroix.
L'université de Guyane a consacré un hommage solennel à Elie Stephenson, considérant que ses oeuvres ont une place importante dans la littérature guyanaise.

## Œuvres

### Poésie
- Élie Stephenson, Une flèche pour le pays à l'encan : Poèmes, Association guyanaise d'édition, cop. 2014 (ISBN 978-2-9532725-3-6 et 2-9532725-3-4, OCLC 946584268, lire en ligne)
- Elie Stephenson, Paysages négro-indiens : aux enfants de Guyane : poésie, Ibis rouge, 1997 (ISBN 2-84450-512-0 et 978-2-84450-512-5, OCLC 317381772, lire en ligne)
- Catacombes de soleil. Préface de Bertène Juminer. Paris: Éditions Caribéennes, 1979.  (ISBN 2-903033-00-5)
- Terres mêlées. Le Mée-sur-Seine: Akpagnon, 1984.  (ISBN 2-86427-021-8)

- Comme des gouttes de sang. Paris: Présence Africaine, 1988.  (ISBN 2-7087-0509-1)
- La Conscience du feu. Cayenne: Ibis Rouge, 1996.  (ISBN 978-2-911390-05-0)
- Paysages négro-indiens. Kourou: Ibis Rouge, 1997.  (ISBN 978-2-911390-12-8)
- Hasta siempre, suivi de Ismée ou les oiseaux de lumière. Paris: New Legend, 2002.  (ISBN 2-913780-35-0)
- Ismée ou Les oiseaux de lumière. Ivry-sur-Seine: A3, 2007.  (ISBN 2-8443-6038-6)
- Terres mêlées; Ismée ou Les oiseaux de lumière; Hasta siempre. Ivry-sur-Seine: A3, 2007; 2010.  (ISBN 978-2-84436-140-0)
- Pagra afro-amérindien, association guyanaise, 2013.  (ISBN 978-2-9532725-2-9)
- Les rituels du vent, 2013  (ISBN 978-99952-54-80-3)

### Romans
- Où se trouvent les orangers. Ed. Nouvelles du Sud, 2000.  (ISBN 2-912717-45-0)

### Théâtre
- O Mayouri. (édition bilingue; Trad. Marguerite Fauquenoy, pièce de 1975). Paris: l’Harmattan, 1988. (ISBN 2-7584-0196-1) édité erroné (BNF 35003570)
- La nouvelle légende de D’Chimbo, suivi de Massak (théâtre bilingue; présenté par J.-M. Ndagano. Trad. Monique Blérald-Ndagano et Aude Thérèse). Cayenne: Ibis Rouge, 1996.  (ISBN 978-2-911390-04-3)
- Boni Doro, La guérilla des Aluku, (pièce de 2005), Ivry-sur -Seine : A3,2008;2010.  (ISBN 978-88-7313-201-1)

- L’œuvre théâtrale inédite d’Élie Stephenson. Présentée par Biringanine Ndagano. Paris: Karthala, 2018. Six pièces : Les Voyageurs (1977), suivi par Un Rien de pays (1975), Les Délinters (1976), La Route (avec la version créole, La Route-a, 1978), La Terre (1979) et Placers ou L’Opéra de l’or (1990).  (ISBN 978-2-8111-2548-6)

### Théâtre inédit
- Kan Ti Moun Ka Joué. 1978.
- Félix Éboué. 1985.
- Mait’Elfege Toti Tro Malin. 1986.
- Le Défi de Babouno (pièce pour enfants). 2000.

### Contes
- « Jean Sanfou et la princesse Beldjal », « Chipoulou », « Wasebo » et « La rivière empoisonnée ». Recueil de contes commandé par l’ADEME (Agence de l’Environnement et de la Maîtrise de l’Énergie), publiés pour l’année scolaire 2003-2004 et distribués aux écoles de Guyane pour une exploitation pédagogique de sensibilisation à la protection de l’Environnement.
- Mouche Krik, 2013  (ISBN 978-99952-54-81-0)

### Discographie
- Pour Léon G. Damas, avec le groupe Les Neg’ Marrons (dont Élie Stephenson). Guyane: Disque Orenoke, 1978.
- UltraMarine / UltraMarina ; cinco poetas de Francia. Livre-CD, édition bilingue (français/espagnol). Traductions et musique: Pablo Urquiza. Paris: Abra Pampa, 2008.